# Carried Interest

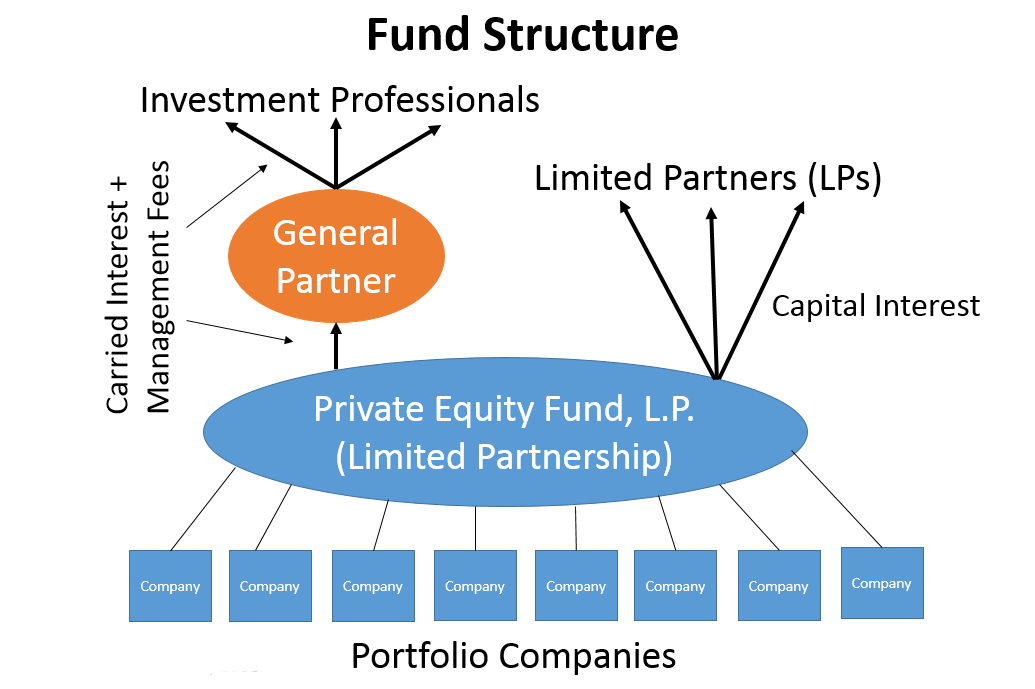
Vereinfachte Struktur eines Private-Equity-Fonds

Carried Interest (Kurzform: Carry) (wörtlich übersetzt ‚übertragener Zinsertrag‘, besser übersetzt ‚Gewinnbeteiligung‘) ist eine Gewinnbeteiligung für die Verwalter einer Kapitalanlage zu Lasten der Investoren.
Üblicherweise erhalten die Manager einen Prozentsatz des Gewinns aus dem Kapitaleinsatz (englisch Capital Gain), den sie durch ihre Arbeit erwirtschaftet haben. Sinn und Zweck ist es dabei, einen Anreiz zum Erzielen möglichst hoher Gewinne zu erzeugen. Im Dezember 2017 bezifferte die New York Times den Gewinnanteil, der dabei üblicherweise an Manager ausgeschüttet wird, mit rund 20 %.

## Steuerschlupfloch in den USA
Unter der Bezeichnung carried interest ‚loophole‘ wurde ein rechtliches Schlupfloch in der US-amerikanischen Steuergesetzgebung bekannt, nachdem auf die Provision der Investmentmanager keine Einkommensteuer, sondern lediglich mit der Kapitalertragsteuer von bis zu 20 % (Stand 12/2017) zu zahlen ist, während der Spitzensteuersatz der der normalen Einkommensteuer bis zu 39,6 % beträgt.
US-Präsident Donald Trump hatte im Zuge seiner Kandidatur 2015/2016 das Schließen dieses Schlupfloches versprochen, scheiterte jedoch 2017 nach Ansicht von Beobachtern an massivem Lobbyismus der Finanzindustrie bei der Umsetzung. Diese hatte erfolgreich mehrere Abgeordnete und Finanzminister Steven Mnuchin auf ihre Seite gezogen, indem man den angeblichen Nutzen der niedrigen „Carried-Interest“-Besteuerung für langfristige Investitionen in die US-Wirtschaft und damit für den Erhalt von Arbeitsplätzen betonte.